# マイケル・デポリ
マイケル・デポリ（Michael DePoli、1976年8月10日 - ）は、アメリカ合衆国のプロレスラー。ルイジアナ州バトンルージュ出身。ロードキル（Roadkill）のリングネームで知られる。

## 来歴
1996年、プロレスラーになるためにECWが主宰するトレーニングセンターであるハウス・オブ・ハードコアに入門。タズとペリー・サターンから鍛え上げられ、同年にはECWのロースター入りを果たし、10月18日にプロレスラーデビューを飾った。
1997年より敬虔なアミッシュながらハードコアファイトを好む過激派ギミックとして活動するようになり、12月には同じくハウス・オブ・ハードコアからECWデビューしたダニー・ドーリングとタッグチームを結成。ストーリーラインにおいてノヴァ & クリス・チェッティと2年間の長期抗争を経てECW世界タッグ王座獲得に向けて照準を絞るとインパクト・プレイヤーズ（ジャスティン・クレディブル & ランス・ストーム）、ニュー・デンジャラス・アライアンス（サイモン・ダイアモンド & ジョニー・スウィンガー）、FBI（リトル・グイドー & トニー・ママルーク）、レイヴェン & トミー・ドリーマーといったタッグチームと激闘を繰り広げ、2000年12月3日、PPVであるマッサークル・オン・34th・ストリートにてFBIを破り、念願のECW世界タッグ王座を手に入れると共にECW最後のタッグ王者となった。
2001年、ECWが崩壊。ECWのレスラーの一部がWWFと契約を結んで入団する中、ロードキルとドーリングはフリーランスで活動していくことを選択。UPW（Ultimate Pro Wrestling）やICW（Impact Championship Wrestling）に参戦後、2002年より3PW（Pro Pain Pro Wrestling）を拠点としてアミッシュ・ロードキル（Amish Roadkill）のリングネームで活動。2003年10月15日、TNAに参戦。かつてECWで鎬を削りあったライバルであるダイアモンド & スウィンガーと対戦して勝利し、同月22日にはダイアモンド & スウィンガーとの再戦にてNWA世界タッグ王座を賭けて対戦するが敗戦し、奪取するに至らなかった。
2005年、3PWが団体における活動休止を発表。同時にWWEがECWリユニオンショーであるECW One Night Standを開催。このイベントをきっかけにWWEはECWのレスラーの多くを入団させ、またロードキルとドーリングも同じく契約を交わし入団した。ECW人気の勢いが上がる一方でロードキルは傘下団体のOVWでの活動が中心となり、2006年に復活したECWにてようやく昇格を果たした。6月13日のECW初回放送での勝者はジョン・シナとの試合する権利を得ることができるバトルロイヤルマッチに出場するがビッグ・ショーから落とされ脱落となった。以降、ドーリングとのタッグを組む機会もなくECWでの出番はダークマッチかハウスショーの出場が主になり、再びOVWへと降格した。
12月にはドーリングが解雇されてしまい、ネームバリューも低下したことから2007年2月よりトニー・ブラドック（Tony Braddock）、そして4月にアントーニ・ポラスキ（Antoni Polaski）へとリングネーム変更。4月30日にWWEへ再昇格し、HEATにてバル・ビーナスから勝利した。しかし、テレビショーでの出番もこの一度だけとなり、再度OVWへと降格。以降、WWEへの昇格する機会がないまま2008年2月に解雇となった。
WWE解雇後、インディー団体へ出場することもなく引退状態となっていたが2012年10月6日、トミー・ドリーマーが主宰し、旗揚げ戦となるHoH（House Of Hardcore）に4年ぶりにリングに戻った。盟友のドーリングと組んでFBIと対戦して勝利を飾った。

## 得意技
- アミッシュスプラッシュ

フィニッシャー。ダイビングスプラッシュ
- バーンバーナー

ファイヤーマンズキャリーカッター
- アミッシュボム

リリースパワーボム
- チキンチョーク

マンディブルクロー
- ダートロードスラム

スピニングサイドスラム
- ブギーバン

ダニー・ドーリングとの合体技。ロードキルのホイールバローからドーリングのダナコンダへと繋げる。
- ランカスター・ラリアット・オブ・ラスト

ダニー・ドーリングとの合体技。ロードキルが相手をベアハッグで捕え、ドーリングがラリアットを打ち込む。

## 獲得タイトル
ECW
- ECW世界タッグ王座 : 1回

w / ダニー・ドーリング
OVW
- OVW南部タッグ王座 : 1回

w / ケーシー・ジェームズ
3PW
- 3PW世界ヘビー級王座 : 1回

## 入場曲
- Soul Coughing - Super Bon Bon